# 莱昂·马尔尚
莱昂·马尔尚（法語：Léon Marchand，2002年5月17日—），法国男子游泳运动员，曾在2024年夏季奥林匹克运动会的200米個人混合泳、200米蝶泳、200公尺蛙泳、400米个人混合泳項目奪冠，目前為200米个人混合泳、400米个人混合泳世界纪录保持者及200米個人混合泳、200米蝶泳、200公尺蛙泳、400米个人混合泳奧運紀錄保持者。

## 生平
莱昂的父亲扎维埃、母亲塞利娜及叔父克里斯托夫都曾是游泳选手，且都参加过奥运。他最初从事橄榄球和柔道运动，后来决定跟随父母的步伐改练游泳，尽管父母一开始并不鼓励他从事游泳，甚至一度警告过他练游泳所要付出的牺牲，他最终仍坚持下来。2020年9月，他正式宣布加入美国亞利桑那州立大學，并拜师迈克尔·菲尔普斯的恩师鲍勃·鲍曼使得成绩得到飞速提升，代表该校校队参加美国校际比赛。马尔尚在2023年世界游泳锦标赛上以4分2.5秒打破迈克尔·菲尔普斯在2008年北京奥运会时创下的400米混合泳纪录。2024年巴黎奥运，马尔尚斩获男子200米蛙泳、男子200米蝶泳、男子200米个人混合泳和男子400米个人混合泳四个小项的金牌，及男子4×100米混合泳接力铜牌，成为该届奥运获得金牌数最多的运动员。

## 外部連結
- 莱昂·马尔尚在FINA（英语）
- 莱昂·马尔尚在SwimRankings.net（英语）
- 莱昂·马尔尚在Olympics.com（英语）
- 莱昂·马尔尚在Olympedia（英语）